# 王勖
王勖（7世纪—691年），字遂古，唐朝初年官员。唐高宗的驸马。

## 家世
王勖作为官宦子弟，祖父为右监门将军平舒公，父亲为歙州司马。在宫中担任侍卫。

## 生平
咸亨二年（671年），王勖娶唐高宗和萧淑妃的女儿高安公主，之前高安公主与姐姐义阳公主李下玉一起被囚于掖庭宫。王勖后来出任颍州（在今安徽省阜阳市）刺史。
天授二年（691年），王勖被武则天所杀。

## 家庭

### 夫人
- 高安公主李氏，唐高宗和萧淑妃女。

### 子
- 王暐，银青光禄大夫、太仆少卿。
- 王晖，朝请大夫、卫尉少卿。
- 王暕，尚舍奉御、忠武将军。